# وفيق خنسة
وفيق خنسة (1946 - 8 يناير 2024) هو أديب وكاتب سوري.جمع بين الشعر وكتابة الأطفال والنقد الأدبي والدراسات الثقافية والترجمة.كان له حضور فاعل من خلال نشره في الصحف والمجلات.

## حياته ونِشأته
ولد في اللاذقية سنة 1946، حصل على إجازة في الفلسفة من جامعة دمشق.

## مسيرته
- عمل مدرساً في ثانويات اللاذقية.[6]
- أستاذاً زائراً في جامعة طوكيو(1986-1990).[7]
- نشر في الصحف والمجلات السورية والعربية.[8]
- عضو جمعية الشعر.عضو اتحاد الكتاب العرب[9]

## مؤلفاته[10]
ترك وراءه مجموعة من المؤلفات القيمة في مجالات مختلفة:
في الشعر:
- إشارات متنافرة على وجه الحاضر - دمشق 1970.
- لعينيك ما أشتهي أن يكون - دمشق 1978.
- الجمر - 1984.
- شتاء الجنون - 1994.

في أدب الأطفال:
- حكايات شجرة التوت - قصص للأطفال - دمشق 1979.
- أغاني الطفولة - شعر للأطفال - 1986.

في النقد والدراسات الأدبية:
- دراسات في الشعر الحديث - 1981.
- جدل الحداثة في الشعر - 1985.
- الوقائع والمصير - 1994.

في الترجمة والدراسات الثقافية:
- كويدان - ترجمة - 1992.
- الشخصية اليابانية - دراسة - 1994 (ناتجة عن تجربته في جامعة طوكيو).

في القصة القصيرة:
- أحاديث الأقنعة - قصص - 1992.

قدم أعمالاً تلامس شرائح مختلفة من القراء، من الأطفال إلى الباحثين والمهتمين بالشعر والنقد.